# Kuća Muslin u Ogorju Gornjem
Kuća Muslin u selu Ogorju Gornjem, općina Muć, predstavlja zaštićeno kulturno dobro.

## Opis dobra
Kuća Muslin u selu Ogorje Gornje u zaseoku Muslini je stambeno gospodarska katnica izduženog pravokutnog tlorisa, s dvostrešnim krovom. Građena je na kosom terenu i djelomično je ukopana u teren. Glavnim pročeljem je orijentirana na jug. Prostor u prizemlju, tzv. izba, koristio se za držanje stoke, a kat i potkrovlje za stanovanje. Dograđeni dio je prizemnica s otvorenim ognjištem. Građena je polovicom 19. stoljeća.

## Zaštita
Pod oznakom Z-86 zavedena je pod vrstom "nepokretno kulturno dobro - pojedinačno", pravna statusa zaštićena kulturnog dobra, klasificirano kao "stambeno-poslovne građevine".